# Каннингем, Ричард
Ричард Каннингем (англ. Richard Cunningham; 1793—1835) — английский ботаник шотландского происхождения.
Родился в Уимблдоне. С юности и на протяжении 18 лет работал садовником в Королевских ботанических садах в Кью под Лондоном. В 1832 г. по рекомендации своего брата Аллана Каннингема был назначен директором ботанического сада в Сиднее.
Каннингем участвовал во втором издании «Hortus Kewensis»; описал древесные Veronica из Новой Зеландии. Написал: «Two-years in New South Wales» (Лонд., 1828).
В 1835 году во время 2-й экспедиции Томаса Ливингстона Митчелла он отстал от группы в районе реки Боган и предположительно 15 апреля был убит аборигенами около Dandaloo).